# مردان بدون بال
مردان بدون بال (به چکی: Muži bez křídel) فیلمی چکی در سبک درام به کارگردانی فرانتیشک چاپ محصول سال ۱۹۴۶ است. این فیلم به جشنواره فیلم کن ۱۹۴۶ راه یافت.